# Christian Rønnenkamp
Christian Rønnenkamp (født 20. december 1785 i Flensborg, død 27. januar 1867 på Næsbyholm) var en dansk godsejer, filantrop og legatstifter, halvbror til Peter Johann Rønnenkamp.

## Grosserer og godsejer
Han var søn af købmand i Flensborg Nicolay Christian Rønnenkamp og 1. hustru, Tine f. Todsen fra Højer (død 1785). Han forlod i 16 årsalderen sin fødeby for at gå i købmandslære i København. Så snart han blev myndig og fik disposition over sin mødrenearv (o. 20.000 Rdl.), etablerede han sig som grosserer, og ved heldige spekulationer i krigens tid erhvervede han bl.a. den af ham senere til Grosserersocietetet skænkede ejendom på Sankt Annæ Plads, hvor han anlagde et sukker- og saltraffinaderi. Af tilbøjelighed til landvæsenet og landlivet købte han 1836 på auktion de af staten overtagne godser Næsbyholm og Bavelse for 400.000 Rdl., der dog, da han ved direkte henvendelse til kongen fik tilladelse til at berigtige købesummen efter de kongelige obligationers daværende kurs, reduceredes til o. 372.000 Rdl. Sin formue opgjorde han den gang til 150.000 Rdl. Fra nu af var hans virksomhed næsten udelukkende knyttet til disse godser. Hovedgårdene drev han selv fra 1837 i en årrække med stor dygtighed, hverken sparende sig selv eller sine undergivne; store kulturarbejder blev udført og bygningerne for en stor del fornyet. Hoveriet, der ydedes fuldt ud på begge godser, afskaffede han snarest imod en såre moderat afgift, og arvefæste tilbød han bønderne på gode vilkår. På hans 80års fødselsdag bragte godsernes beboere ham en takadresse, og senere satte de ham et mindesmærke i Næsbyholms park. Rønnenkamp, der 1852 var blevet etatsråd, 1856 Ridder af Dannebrog og 1858 kammerherre, døde på Næsbyholm efter mangeårig svagelighed 27. januar 1867. 
Han var blevet gift 19. januar 1822 med Jessy Caroline Howden (født 27. november 1796, død 21. juli 1872 på Næsbyholm), datter af købmand i Helsingør Arthur Howden og Mary Ann, født Parker.

## Filantropi
Da Rønnenkamps ægteskab var barnløst, anvendte han med storartet gavmildhed en betydelig del af sin formue til oprettelse af milde stiftelser – Christiansdal Kloster for 24 damer, hvortil hans enke knyttede et legat på o. 500.000 kr., stiftelsen i Næsby for 16 gamle mænd og kvinder, en stiftelse i Flensborg for gamle sømænd – og legater både til fordel for sine godsers beboere, for sin slægt og forskellige stiftelser (fx Herlufsholm og Vartov). Til arving af resten indsatte han sin eneste helsøsters ældste sønnesøn, Peter Christian Müller, som i 1881 arvede godserne og antog navnet Howden-Rønnenkamp.
Han er begravet i Næsby Kirke.

## Gengivelser
Der findes en buste af H.W. Bissen fra 1844 (Statens Museum for Kunst), marmor af samme 1846 (Næsbyholm), kopi af Edvard Harald Bentzen 1868 (sammesteds i haven; Ribe Kunstmuseum). Afbildet på litografi af Johan Friedrich Fritz fra 1850. Portrætmaleri af David Monies fra 1851. Litografi af Johan Hassel fra 1877. Fotografi af Jens Petersen fra 1860'erne.